# 海震
海震（かいしん、英: seaquake, sea shock）とは、海上の船舶で感じられる地震動のこと。

## 概要
地中に発した地震動が、海底を境に疎密波となって水中を伝わり引き起こされる。地震波のうちS波は液体中を伝搬せず、疎密波であるP波は液体中も伝播できる。
陸地の地震動とは異なり上下の振動が主体で、短周期の振動が卓越する。主に上下の振動となるのは、水中のP波の速度が水中の音速と同じ約1.5キロメートル毎秒と遅いことで、鉛直方向に地震波の屈折が起こるためと考えられる。地中から水中に伝達するときの海底面での屈折の効果もあるという。
また、海震が感じられる領域は震央やその近傍の海域に限られるが、ふつう直径10 - 100キロメートル(km)を超える。強い海震では揺れの継続時間が10分に達することもある。
海震の発生中、水面には定在波性の急峻な波が生じ、水柱が上がったり、水跳ねや飛沫、キャビテーションを生じたりし、轟音が上がり、船体は鋭い衝撃や揺れに見舞われる。津波とは異なり、海震は地震動とともに終わる。海生生物の大量死がみられることもある。
船において海震の振動は、まるで座礁や漂流物との衝突のように感じられることがある。付近の地形、海況などと照らし合わせ、エンジン等の異常、鯨との接触などを除外した上で記録される。
報告例は多数ある。ただし地震の発生数の割には少ないとされ、船員が海震に遭遇すること自体少なく、経験を得にくいために見逃されたものがある、また陸地の被害や沿岸の船の津波被害が優先して報じられたりしている、といった推察がある。
日本近海では、1933年の昭和三陸地震の際に貨客船平安丸が遭遇した例、1972年八丈島東方沖地震の際に気象庁の観測船凌風丸が遭遇した例などがある。1923年大正関東地震の際に横浜港に停泊していた大型船これや丸（総トン数1万1千トン）は、海震で船体が数 m跳ね上がったとの記載がある。
1988年アラスカ湾の地震(M7.7(USGS))では、海震により石油タンカーの損傷も発生している。
なお、1974年伊豆半島沖地震の際の潜水艦あさしおのように、潜水中の潜水艦でも海震の報告例がある。
海底での爆発によるものも海震とする場合がある。海底火山の噴火に伴う爆発でも、地震同様の振動が起こることがある。

## 海震階級
海震の強さを示す指標としては、1898年にルドルフ(Rudolph, E.)が10段階の海震階級を考案し、これを基に1923年シーベルグ(Sieberg, A.)が改良した6段階の海震階級を発表している。シーベルグの海震階級は中型船の航行中の振動によく一致するとされている。
海震階級の各段階は実例をもとに作られたもので、強い場合には立っていられないほどの揺れとなったり、航行困難となったり、船が損壊したりする。
同じ地震でお互い近くにあっても、船の大きさや構造、航行速度や海況などにより振動の様相が変わる。そのため、震度階級のようにしっかりと区分できないという問題もある。
日本では、昭和20年代頃まで海震の観測に関する規定があった。海洋気象台の定める『海洋気象観測法』で、ルドルフの海震階級が目安として示されていた。その後は海震の規定がなくなり、海震階級の正式な採用も行われていない。
なお、海震のあとにはしばしば津波が到来するため注意を要する。

### ルドルフの海震階級
『海洋気象観測法』改訂第5版（海洋気象台、1937年刊行）にあるルドルフの海震階級を、現代の表現に直すなど一部修正したうえで以下に転載する。小井戸 (1973)に記載の各階級の名称も併記した。なおこの区分や説明は、欧米で19世紀末に作成されたもので、船の構造や設備などが現在は異なっていることに留意。
| 階級 | （名称）       | 説明 |
| ---- | -------------- | --- |
| 1    | 極微振動       | 単に一種の音響と感じる程度であり、多くは甲板以下にいる乗員にのみ感じられる。                                                         |
| 2    | 弱振動         | 眠っている乗員が目を覚ますくらいで、多くは甲板以下にいる人に感じられる。                                                             |
| 3    | 全船の振動     | 船体全部に震動を感じ、あたかも甲板上に重い器具が落下したような感覚を起こさせる。                                                     |
| 4    | 中くらいの振動 | あたかも錨を深く投じて鎖が急に繰り出されるときの振動のように体感される。                                                             |
| 5    | やや強い振動   | 船体がサンゴ礁、砂州、海底などに接触し、これを乗り越えたように感じる。また、他の小さい船体と衝突し、これを乗り越えたようにも感じる。 |
| 6    | 強い振動       | 皿や鉢などの食器、コップなどが動き出し、ガチャガチャと鳴り響く程度の震動。                                                           |
| 7    | かなり強い振動 | 甲板上に直立していられなくなる程度の震動。                                                                                           |
| 8    | 甚だ強い振動   | 帆柱、帆架、テーブルほか甲板上の物体は、衝突しながら震動し、羅針儀、寒暖計などが破損することがあるほどの激しさ。                     |
| 9    | 非常に強い振動 | 船体が一方に押しやられて、揺さぶられて、航行不可能となるほどの激しさ。                                                               |
| 10   | 破壊的振動     | 甲板上の人は投げ出され、重い物体も投げ上げられ、甲板の接合部が剥がれて破損することがあるほどの激しさ。                               |